# Tarachodes pilosipes
Tarachodes pilosipes är en bönsyrseart som beskrevs av Rehn 1912. Tarachodes pilosipes ingår i släktet Tarachodes och familjen Tarachodidae. Inga underarter finns listade i Catalogue of Life.